# Grindcore

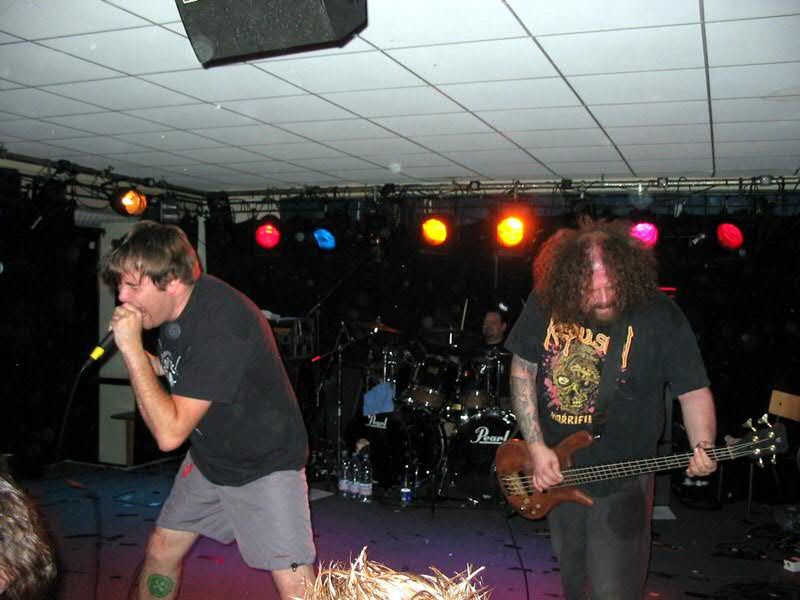
Pionerii grindcore, Napalm Death în 2007

Grindcore este un gen extrem al muzicii metal apărut în prima jumătate a anilor 1980. El se inspiră de la unele dintre cele mai abrazive genuri muzicale – inclusiv extreme metal, industrial music, noise music și varietățile mai extreme ale hardcore punk. Grindcore este caracterizat de un sunet plin de zgomot care utilizează puternic chitare distorsionate, chitare reglate jos, grinding overdriven bass, tempou de viteză înaltă, blast beaturi, și vocal ce constă din growl și țipete ascuțite. Formații timpurii ca Napalm Death, Terrorizer sau Carcass sunt considerate că au pus bazele stilului. În prezent el este mai răspândit în America de Nord și Europa, cu contribuitori populari, cum ar fi Brutal Truth și Nasum. Temele lirice variază de la un accent prioritar pe preocupările sociale și politice, la subiecte sângeroase și umor negru.
O caracteristică a grindcore-ului este "microsong"-ul. Mai multe trupe au produs piese care sunt de doar câteva secunde în lungime. Formația britanică Napalm Death deține un record mondial Guinness pentru cel mai scurt cântec înregistrat vreodată, de doar o secundă, "You Suffer" (1987). 
O varietate de "microgenuri" au apărut ulterior, inclusiv goregrind și pornogrind.